# Elsa Godart
Elsa Godart, née le 24 août 1978 à Toulon, est une philosophe, psychanalyste et essayiste française.

## Biographie
Elsa Godart effectue ses premières années d'études à l'université de Nice-Sophia Antipolis où en philosophie elle bénéficie de l'enseignement de Dominique Janicaud, André Tosel, Françoise Dastur, Clément Rosset et soutient sa maîtrise sous la direction de Daniel Charles et Jean-François Mattéi. Elle soutient en 2005 un doctorat de philosophie « L’Être-sincère, de l’émergence d’une métaphysique de la sincérité à sa réhabilitation », sous la direction de Pierre Magnard, à l’université de Paris-IV et, en 2011, un doctorat de psychologie, « La volonté inconsciente. La question d’une volonté sans sujet », sous la direction de Gérard Pommier, à l’université de Strasbourg. Le 30 mai 2017, elle soutient une habilitation universitaire à l’université Paris-Diderot, sur Les métamorphoses du sujet à l'ère du virtuel. Du sujet philosophique au sujet psychanalytique.
Elle a participé au colloque de Saint-Pétersbourg (avril 2003), où elle a présenté Le déplacement de la sincérité dans la religion, de Jeanne d'Arc à Charles Péguy, et a été chargée par Paul Ricœur de rédiger un condensé de sa communication Les paradoxes de la traduction en vue de la publication.
Elle est chercheuse permanente du laboratoire interdisciplinaire d'étude du politique Hannah Arendt Paris-Est (LIPHA-PE) et directrice de recherches (Research Supervisor). Elle enseigne à l’École Éthique de la Salpêtrière. Depuis 2016, elle est experte pour l’Apm,. Depuis 2022, elle est chercheuse associée à l'Observatoire du sida et des sexualités de la Faculté des Sciences Psychologiques et de l’Éducation de l'Université Libre de Bruxelles.
En juin 2023, elle intègre le Laboratoire d’anthropologie politique (LAP) EHESS-CNRS comme chercheuse associée.
Elle exerce comme psychanalyste. Elle est adhérente de la Fédération européenne pour la psychanalyse et a été vice-présidente de l'Association pour la Psychanalyse créée en 2017.

## Activités de recherche et d'enseignement
Elsa Godart enseigne l'éthique médicale à l'École d'Éthique de la Salpêtrière où elle a dirigé de 2009 à 2019 le D.U. Éthique médicale et hospitalière à
l'hôpital de Ville-Evrard. Elle crée en 2020 le D.U. Éthique et Numérique de l'UPEC, qu'elle codirige avec le Pr. Lefevre des Noettes. Elle est membre de l'1nstitut virtuel Seine 0uest (1VS0). Ses recherches, au sein du Laboratoire Interdisciplinaire d'Étude du Politique Hannah Arendt (LIPHA)
portent sur la question des métamorphoses des subjectivités à l’ère du virtuel,
abordant la question du sujet de la conscience, du sujet de l’inconscient et du sujet du virtuel.
Elle publie La sincérité en 2008,
Je selfie donc je suis. Les métamorphoses du moi à l'ère du virtuel en 2016 et La psychanalyse va-t-elle disparaître ? Psychopathologie de la vie hypermoderne, en 2018,, postfacé par Roland Gori.
Elle interroge les malaises produits par l’hypermodernité et notamment le virtuel. Elle est citée dans divers ouvrages : Éloge des vertus, Jean-Yves Boulot (éditions Saint-Simon, 2018), Le moi-cyborg, Frédéric Tordo (Dunod 2019), L'envie d'y croire, Éliette Abecassis (Albin Michel, 2019), Et si l'effondrement avait eu lieu ?, Roland Gori (LLL, 2020), Pour comprendre Levinas, Corine Pelluchon (Seuil, 2020), La pensée anti-68, Serge Audier (La Découverte, 2020), Éloge sentimental de la mémoire et du lien, Jean-Pierre Guéno (P. Rey, 202), En finir avec la rivalité féminine, Elisabeth Cadoche (Les Arènes, 2022).
Elle fait partie des contributeurs qui ont participé à l'ouvrage de Emmanuel Hirsch, Une démocratie endeuillée, Érès, 2021.
En 2020, elle publie aux éditions Hermann une trilogie globalement intitulée Métamorphose des subjectivités, ainsi qualifiée par Roger-Pol Droit : 

« un opus d’une ampleur comme on n’en voit plus depuis longtemps. Cette recherche couvre trois volumes, un millier de pages, plusieurs siècles de l’histoire occidentale et se tient au carrefour de la philosophie, de la psychanalyse et de l’analyse des mondes virtuels les plus récents. »

— Roger-Pol Droit, Le Monde, 4 décembre 2020
Le sujet de la conscience est le premier mouvement, intitulé Formation (vol. 1) ; Le sujet de l’inconscient est le deuxième mouvement, intitulé Déformation ; Le sujet du virtuel est le troisième mouvement, intitulé Transformation. L’auteure cherche à penser les mutations de la subjectivité induites par l’avènement de la virtualité. Ces trois mouvements s’inscrivent dans une démarche philosophique, psychanalytique et éthique.

### La condition maternelle
En 2025, dans Enfanter une étoile qui danse. Phénoménologie du chaos quotidien  (Dunod) Elsa Godart « développe la condition maternelle comme le lieu où le patriarcat exerce ses forces de domination (…) en encourageant l’idéologie de la réussite et de l’hyperindividualisme ». Ce terme désigne l’ensemble des réalités, des contraintes, des rôles et des attentes sociales, culturelles et biologiques qui entourent la maternité dans une société donnée. Cette expression représente aussi bien l’expérience intime de la maternité que la maternité comme institution déterminée et influencée par les structures sociales de la société - patriarcale en l’occurrence. « Dans le sillage de la classique Critique de la vie quotidienne (1947-1981), d’Henri Lefebvre, l’autrice voit dans l’existence actuelle, heure par heure, des femmes et de leurs enfants – routine, fatigues, charge mentale, absurdités … - une « guerre qui ne dit pas son nom », une aliénation profonde qui nécessite prise de conscience et mobilisation.(…) Elsa Godart appelle ardemment à bouleverser cet ordre. » commente Roger-Pol Droit dans le Monde. Sous le terme de « maternisme »  elle défend une subjectivité du maternel, « il faut créer un féminisme de la condition maternelle qui consisterait à faire du sujet maternel, un sujet politique »

### Création de l’Institut de Recherche en Éthique du Sujet du Numérique
En 2024, Elsa Godart cofonde avec Pierre-Antoine Chardel l’Institut de Recherche en Éthique du
Sujet Numérique (IRESN),. Ensemble, ils réunissent une équipe
pluridisciplinaire et internationale francophone de chercheurs et de scientifiques pour penser les enjeux
subjectifs et existentiels émanant des mondes numériques.
Cet institut regroupe trois volets :
- La recherche, notamment en éthique de l’IA[33].
- L’enseignement, notamment avec le D.U. Éthique et Numérique à l’UPEC et l'atelier de recherche « Subjectivité du virtuel » à l’EHESS)[34],[35].
- La publication, avec le lancement de la collection « Subjectivités du virtuel » aux éditions Hermann[36].

## Engagements éthiques et sociétaux
- Membre du comité d’éthico-vigilance auprès de la Cellule Éthique du Numérique en santé [37].
- Membre du comité consultatif de la mission gouvernementale sur la monoparentalité menée par le sénateur Xavier Iacovelli et Fanta Berete[38].
- Membre du comité de mission du groupe Ramsay Santé[39].
- Engagement pour le droit à la vie décente des mères solo[40].

## Activités éditoriales
- Présidente du conseil scientifique des Éditions des Maisons des Sciences de l'Homme associées (EMSHA Nanterre, Paris-Saclay, Saint-Denis)[41].

- Membre du Comité éditorial de la collection Cybercultures chez Érès[42].

- Membre du Comité de lecture des Cliniques méditerranéennes chez Érès[43].

- Membre du comité éditorial de la Revue_politique_et_parlementaire[44].

- Elle a fondé la collection Alètheia aux éditions PENTA[45].

## Culture et médias

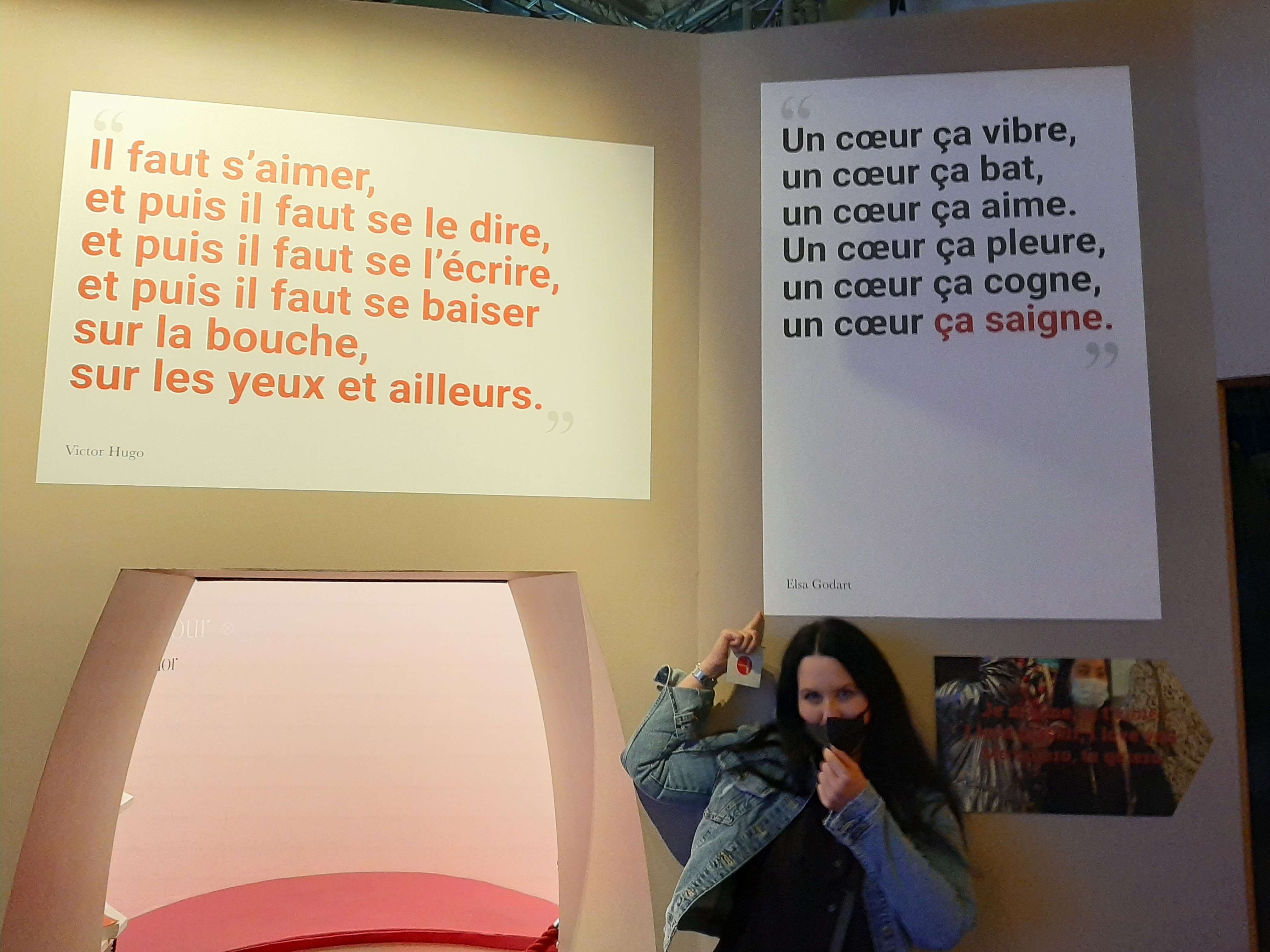
Citations de Victor Hugo et d'Elsa Godart à l'exposition de l'amour (Paris 2019-2020).

Entre 2003 et 2023, elle est critique de livres pour Psychologies Magazine.
Elle apparaît dans plusieurs documentaires télévisés :
Cyberlove (Arte), Planète + (21 mars 2017), France 2 (mars 2019 sur "la beauté de demain") « phobies, anxiété, stress les promesses des nouvelles thérapies » , diffusé le 25 mars 2021 sur France 5 ; « #Happy : la dictature du bonheur sur les réseaux sociaux », diffuse le 3 juin 2021 sur La chaîne parlementaire (LCP) ; et émissions télévisées,,,. L'émission Philosophie sur Arte lui consacre deux émissions, Je selfie donc je suis (2017) et Est-il possible d'être sincère ? (2020). La RTBF lui consacre son émission Les Sentinelles en 2017.
Le 17 juillet 2017, Madame Figaro consacre un article aux héritières de Simone Veil, dont elle fait partie.
Elle a fait partie du comité scientifique de l'exposition De l'amour au Palais de la découverte (octobre 2019-octobre 2020) à Paris.

## Publications

### Ouvrages
- Je veux donc je peux, Plon, 2007 ; Le grand livre du mois, 2008 ; Pocket 2009 ; InterÉditions, 2020.
- Au secours j’ai peur d’aimer (avec Marion-Catherine Grall), Plon, 2007 ; Pocket, 2009. (ISBN 9782259203814)
- La sincérité, ce que l’on dit, ce que l’on est, Larousse, coll. « Philosopher », 2008. (ISBN 978-2-03-583953-4)
- Edith Stein, l’amour de l’autre, Les éditions de l’Œuvre, 2011 ; Réédition, les éditions du Toucan, 2014. (ISBN 9782356310873)
- Ce qui dépend de moi, Albin Michel, 2011.
- Être mieux avec soi-même, Michel Lafon, 2012.
- Le sentiment d’humanité. manifeste pour un homme libre, éditions Ovadia, 2014.
- Je selfie donc je suis. Les métamorphoses du moi à l'ère du virtuel, Albin Michel, 2016[58].
  - 나는 셀피한다 고로 존재한다 : 가상의 시대, 셀피가 말해주는 새로운 정체성 / Na neun selpi handa goro jonjae handa (traduction coréenne), 2018.  (ISBN 9788920992384)
  - أنا أوسيلفي إذن أنا موجود تحولات الأنا في العصر الافتراضي (traduction arabe), Casablanca, 2019. (ISBN 9789954987254)
- De la bienveillance envers soi-même et autres discours, Uppr, 2017.
- La psychanalyse va-t-elle disparaître ?, Albin Michel, 2018[59].
- La dernière Héloïse. Pièce philosophique en huit scènes, Les éditions Ovadia, 2018.
- Éthique de la sincérité. Survivre à l’ère du mensonge, Armand Colin, 2020,  Prix des Savoirs 2020, Dunod Poche, 2025 (ISBN 9782100876679).
- Le sujet de la conscience. Formation, Métamorphose des subjectivités, vol. 1., Hermann, 2020.  (ISBN 9791037003874)
- Le sujet de l’inconscient. Déformation, Métamorphose des subjectivités, vol.2., Hermann, 2020.  (ISBN 9791037003881)
- Le sujet du virtuel. Transformation, Métamorphose de subjectivités, vol.3., Hermann, 2020.  (ISBN 9791037003898)
- Le sentiment d’humanité. Manifeste pour une femme libre, Ovadia, 2021.[réf. nécessaire]
- Freud à la plage, la psychanalyse dans un transat, Dunod, 2021.
  - Freud na praia, a psicanálise na toalha e ne areia, Guerra et Paz, editores, Lisboa, 2023. (ISBN 9789897029769)
- En finir avec la culpabilisation sociale ...pour être enfin libre !, Albin Michel, 2021.
- Les Vies vides. Notre besoin de reconnaissance est impossible à rassasier , Armand Colin, 2023.
  - Vite vuote. Il nostro bisogno di riconoscimento è impossibile da soddisfare, traduit par Renzo Ardicionni, Giovanni Fioriti Editore, 2024. (ISBN 9788836251100)
- Sartre à la plage, l’existentialisme dans un transat, Dunod, 2023.
- 3 minutes pour comprendre 50 notions clés de la psychanalyse, Le Courrier du Livre, 2023,  (ISBN 9782702927304).
- Enfanter une étoile qui danse. Phénoménologie du chaos quotidien, Armand Colin, 2025.  (ISBN 9782200640705)
- Aristote à la plage. L'éthique dans un transat, Dunod, 2025  (ISBN 9782100858859)

### Ouvrages collectifs
- Existe-t-il une Europe philosophique ?, Presses Universitaires de Rennes, 2006. (ISBN 2-7535-0176-9)
- L’Invention de l’autre, sous la dir. de Joanna Nowicki, Les éditions du Sandre, 2008. (ISBN 9782914958943)
- Liquider mai 68 ?, sous la dir. de Matthieu Grimpet, Presses de la Renaissance, 2008. (ISBN 9782750903992)
- Histoires de sincérité, sous la dir. d'Elsa Godart, L’Harmattan, 2010.
- Se connaître soi-même, pourquoi ? Comment ?, L’Harmattan, 2013 & 2015.
- L’Arbre à souffles, dir. Christophe Corp, Souffle de vie (pour Marcel Conche, en réponse à Souffle le vent, de Marcel Conche à Elsa), Les éditions Souffles, 2013.  (ISBN 9782900650608)
- Les fondements des psychothérapies, sous la dir. de Michelle Vinot-Coutebergues et Edmond Marc, ch. 2 : Liberté et déterminisme, ch 4 : De la conscience à l’inconscient dans la pensée occidentale, Dunod, 2014.
- Le procès de la communication (grand témoin de l'ouvrage de Thierry Wellhoff), Les belles Lettres, 2016.
- ego//on//Line, sous la dir. de  François Soulages et Agathe Lichtensztejn, ch. 4 Le selfie comme affirmation de la singularité, l’Harmattan, 2017.
- 50 nuances de liberté, sous la dir. de Serge Dielens, éditions Corporate, 2018.
- Selfie(s), sous la dir. de Bernard Naivin, ch. VI : L'objet selfie, Hermann, 2018.
- « Psychanalyse et culture », in Ce que les psychanalystes apportent à la société, sous la dir. de Pascal-Henri Keller et Patrick Landman, Érès, 2019.
- "La psychanalyse à l'ère du numérique, Mutations et défis", sous la dir. de Éric Bidault et Cosimo Trono, ch. 5 "Considérations générales sur les métamorphoses des subjectivité", Penta Éditions, 2020,  (ISBN 978-2-917714-30-0)
- Le meilleur des mondes possibles, (avec D. Salvatore-Schiffer, R.Redeker, L. Ferry), Samsa, 2021.
- Soigner les soignants. Les soignants à l’épreuve de la crise sanitaire et hospitalière, sous la dir. de B. Marc, G. Marc et V. Lefèvre des Noettes, ch. 4 : Que sont les valeurs et le sens du soin ?, MA éditions, 2021.
- Une démocratie endeuillée, sous la dir. De Emmanuel Hirsch, Érès, 2021. (Contributeur)
- 125 et des milliers, sous la dir. de Sarah Barukh, « Témoin : la philosophie d’Elsa Godart », Harpper Collins, 2023.
- L'humain au centre du monde : pour un humanisme des temps présents et à venir, sous la dir. de Daniel Salvatore Schiffer, « L'altérisme: humanisme des temps cybermodernes », Cerf, 2024.
- Troubles dans le beau, sous la dir.de Stéphanie Pahut, « La beauté ne s’augmente pas », Slatkine, 2024.  (ISBN 283211329X)
- Linguistique, anthropologique, éthique, sous la dir.de Robert Chenavier et Elisabeth Boisson-Jacob, « Du sujet de la conscience au sujet de l’inconscient », Classiques Garnier, 2024.  (ISBN 2406170438)
- Vertigineux réseaux. Enjeux éthique, cliniques et politiques, sous la dir. de Pierre-Antoine Chardel et Virginie Martin, "Chapitre 11. Les réseaux : des enjeux identitaires à une éthique de l'esthétique", Editions EMS, 2025.  (ISBN 978 2 38630 1698)
- Que deviennent les droits et les devoirs ?, sous la dir. de Roger-Pol Droit et Monique Atlan, "Quelle éthique pour le sujet du virtuel ?",Hermann, 2025.  (ISBN 979 1 0370 41050)

### Ouvrages pédagogiques collectifs
- Littérature et politique, Ellipse, 2004].
- La croyance, H&K, 2004  (ISBN 2-7495-0136-9)
- La justice, H&K, 2005.
- La passion, H&K, 2006  (ISBN 978-2-74950-320-2)
- La science, H&K, 2006  (ISBN 978-2-35141-007-3)

## Distinctions
- Prix des Savoirs 2020 pour son essai Éthique de la sincérité. Survivre à l’ère du mensonge.
- Lauréate du Trophée 2022 de la recherche en éthique pour son essai Éthique de la sincérité. Survivre à l’ère du mensonge[60].